# Sciapus lenga
Sciapus lenga är en tvåvingeart som beskrevs av Charles Howard Curran 1929. Sciapus lenga ingår i släktet Sciapus och familjen styltflugor.
Artens utbredningsområde är Liberia. Inga underarter finns listade i Catalogue of Life.